# سرژ ردینگ
سرژ ردینگ (فرانسوی: Serge Reding‎; ۲۳ دسامبر ۱۹۴۱ – ۲۸ ژوئن ۱۹۷۵) وزنه‌بردار اهل بلژیک بود.
وی در مسابقات کشوری و بین‌المللی در مجموع برندهٔ ۱ مدال طلا، ۶ مدال نقره، ۲ مدال برنز شده‌است.